# 거래
거래(去來)의 사전적 의미는 ‘주고 받는 것 또는 사고 파는 것’이지만 일반적인 거래와 회계에서 거래는 차이가 있다.

## 일반적인 거래
일반적인 의미의 거래는 상인과 상인 또는 상인과 고객 사이에서 재화이나 용역 등이 오고 가는 것을 의미한다. 전자거래는 재화나 용역을 거래함에 있어서 그 전부 또는 일부가 전자문서에 의하여 처리되는 거래를 말한다.(대한민국 전자거래기본법 제2조 제5호) 그리고, 전자상거래라 함은 전자거래의 방법으로 상행위를 하는 것을 말한다.(대한민국 전자상거래 등에서의 소비자보호에 관한 법률 제2조 제1호) 따라서, 전자거래라 하더라도 이것을 업으로 하는 것이 아니라면 이것은 전자상거래에 해당하지 아니한다.

## 회계에서 거래
회계에서 거래는 자금이 이동하는 것을 말한다. 일반적인 거래로 볼 수 있는 것이라 해도 자금의 이동이 수반되지 않은 경우(주문 등)는 회계에서 거래가 아니며, 일반적인 거래로 볼 수 없는 것이라 해도 자금이 이동한 경우(재해, 도난, 감가상각 등)에는 회계에서 거래로 인정된다.
회계에서 거래는 다음과 같이 나뉜다.
- 현금 이동의 수반 여부에 따라 현금거래와 대체거래로 나뉜다.
- 자금 이동이 발생한 경로에 따라 외부거래와 내부거래로 분류된다.

## 예시
1. 거래처로부터 상품을 매입하다.
2. 거래처에 상품을 매출하기로 한 계약을 체결하다.
3. 화재로 인해 영업용 건물이 소실되다.

위 3건의 거래에서 1번은 상인과 상인 간에 재화가 이동한 것이고 또한 이로 인해 실제 자금 이동이 발생했으므로 일반적인 거래와 동시에 회계에서 거래로 볼 수 있다. 반면 2번은 상인과 상인 간에 재화 이동이 발생할 것이므로 일반적인 거래로 볼 수는 있지만 아직 자금 이동이 수반되지 않았기 때문에 회계에서 거래로 볼 수는 없다. 그리고 3번의 경우 거래처간에 재화를 주고 받거나 한 것은 아니기 때문에 일반적인 거래로 볼 수는 없으나 자산 중 일부를 잃게 됨으로써 자금 이동이 발생하였기 때문에 회계에서는 거래로 인정된다.

## 같이 보기
- 금융 거래
- 가치 흐름 지도